# Submundo
Submundo (Underworld, título original en inglés) es una novela del escritor estadounidense Don DeLillo publicada en 1997. La novela, encuadrada en la corriente literaria postmoderna, fue nominada en Estados Unidos al «National Book Award», fue un best seller y se ha situado como una de las obras de su autor más conocidas y mejor valoradas.
En una encuesta organizada por The New York Times en 2006, la novela quedó en segundo lugar de una lista que pretendía reflejar las mejores obras estadounidenses de ficción de los últimos 25 años (la ganadora fue Beloved, de Toni Morrison).

## Análisis
Submundo es una narración no lineal entreverada por múltiples temas. El protagonista es Nick Shay, un ejecutivo estadounidense de una empresa de gestión de residuos que lleva una existencia desorientada a finales del siglo XX. Su mujer, Marian, está teniendo una aventura con uno de sus amigos.
Los hechos narrados se extienden desde los años cincuenta hasta los noventa. Los personajes abordan en sus comentarios y reflexiones distintos acontecimientos históricos, desde la crisis de los misiles en Cuba hasta la proliferación nuclear.
La novela está dividida en ocho secciones:
1. Prólogo – El triunfo de la muerte.
2. Part 1 – Long Tall Sally[3] (Primavera-Verano 1992).
3. Part 2 – Elegía para la mano izquierda (mediados de los ochenta – comienzos de los noventa).
4. Part 3 – La nube del desconocimiento (primavera de 1978).
5. Part 4 – Cocksucker Blues[3] (verano 1974).
6. Part 5 – Mejores productos para una vida mejor gracias a la química (Selección de fragmentos, públicos y privados de los cincuenta y los sesenta).
7. Part 6 – Arreglo en gris y negro (otoño 1951 – verano 1952).
8. Epílogo – Das Kapital[3]

### Explicación del título
DeLillo dijo que el título de la novela se le ocurrió al pensar en los depósitos de residuos radiactivos y en Plutón, dios de la muerte. Los desechos y biproductos de la historia, diseccionados y discutidos a lo largo de la novela, reaparecen constantemente desde el submundo (o inconsciente) del pueblo estadounidense a pesar de sus esfuerzos por reprimirlos y de enterrar cosas que querría olvidar. Otras conexiones y connotaciones en relación con el título de la novela pueden establecerse entre una parte del contenido de la misma (unos criminales mafiosos de Nueva York que en la imaginación de Nick Shay serían los responsables de la muerte de su padre) y la película de gánsteres de 1927 del mismo título.

## Argumento
La historia narrada en la novela comienza el 3 de octubre de 1951, cuando un niño llamado Cotter Martin se cuela para ver un partido de béisbol entre los New York Giants y Los Angeles Dodgers (este prólogo había sido escrito de forma independiente por De Lillo con el título de Pafko en el muro). En la novena entrada, Ralph Branca, lanzó a Bobby Thomson, quien a su vez lanzó la pelota contra los soportes del estadio para un home run de tres carreras, llevando el marcador a un 5-4 para los Giants y ganando así la Liga Nacional. Conocido entre los aficionados al béisbol como «The Shot Heard 'Round the World», el destino de la pelota protagonista es desconocido, aunque en la novela de DeLillo, Cotter Martin se hace con ella tras pelear con otro aficionado y huir a casa. El padre de Cotter, Manx, se la roba y la vende después por treinta y dos dólares y cuarenta y cinco centavos.
Branca y Thomson no reciben mucha atención, y Jackie Gleason y Frank Sinatra aparecen brevemente, pero otras figuras históricas constituyen partes importantes de la historia. J. Edgar Hoover medita sobre la muerte, la lealtad y las caretas de cuero, mientras que el comediante Lenny Bruce hace frente a la crisis de los misiles cubanos imitando a una ama de casa histérica que chilla "We're all gonna die!" («¡vamos a morir todos!»).
Al comienzo de la novela se revela que Nick Shay estuvo en un centro de detención de menores por haber asesinado a un hombre, pero no es hasta cerca del final del libro que el lector conoce los detalles del crimen. Tras abandonar el centro de detención, es enviado a un reformatorio de los jesuitas en el norte de Minnesota.
En el epílogo, el lector conoce también que Nick y Marian siguen casados a pesar de las infidelidades mutuas. De hecho, Nick indica que su relación ha mejorado mucho desde que le ha ido contando cosas de su pasado a su mujer, un tema que siempre le había interesado a ella y que él había estado poco dispuesto a comentar.

## Personajes de la novela
- Nick Shay – El protagonista de la novela; es un ejecutivo de una empresa de gestión de residuos. Dedica mucho de su tiempo a pensar en la desaparición de su padre cuando era niño.
- Marian Shay – La mujer de Nick.
- Rosemary – La madre de Nick.
- Jimmy – El padre de Nick, que desapareció cuando tenía 11 años. Jimmy era un bookie[5] de poca monta. Salió por un paquete de cigarrillos Lucky Strike y nunca regresó.
- Matty – Hermano pequeño de Nick. Muy bueno en ajedrez en su juventud, aunque después haría otras cosas. Formó parte del ejército en Vietnam y luego trabajó para el gobierno en el desarrollo de armamento nuclear. Sin embargo, se sintió pronto incómodo con su trabajo y lo abandonó para incorporarse a un think tank.
- Klara Sax – Aspirante a artista que tuvo una pequeña aventura con Nick cuando este tenía 17 años y ella estaba en la treintena y estaba casada con Albert Bronzini y tenía una hija pequeña. Ella y Alberto se divorciaron tiempo después (era su tercer matrimonio). Nick fue a visitar a Klara a comienzos de los noventa cuando ella estaba dirigiendo un proyecto para pintar bombarderos abandonados de la época de la guerra fría.
- Albert Bronzini – Marido de Klara y profesor de ajedrez de Matty.
- George el camarero.
- Marvin Lundy – Ávido coleccionista de recuerdos relacionados con el béisbol que dedicó su vida a conseguir la pelota del home run de Thomson. Vendió finalmente la pelota a Nick Shay.

## Importancia literaria y recepción
La respuesta de la crítica fue muy positiva; David Wiegand del San Francisco Chronicle definió la novela de DeLillo como la mejor de las suyas y la más elusiva, además de como una gran novela estadounidense. La novela ha sido también calificada como ambiciosa y muy potente.
Varios críticos han señalado su excesiva extensión y que podría haberse beneficiado de alguna que otra corrección. En Salon.com, Laura Miller escribió que el secreto de Nick, que supuestamente proporciona el suspense de la novela, en realidad resulta ser anticlimático.
En mayo de 2006, The New York Times Book Review situó a Submundo en el segundo puesto de las mejores novelas estadounidenses de los 25 años anteriores.

## Alusiones y referencias

### Alusiones a otras obras
La novela presenta a J. Edgar Hoover completamente intrigado por El triunfo de la Muerte, un cuadro de Pieter Brueghel el Viejo. Hoover contempla primero el cuadro durante el partido de béisbol; el cuadro estaba reproducido en la revista Life y varios trozos de la misma cayeron sobre él cuando alguien rompió la revista en el estadio. Más tarde, consigue una copia del cuadro.

### Alusiones a la historia contemporánea, la geografía y la ciencia actual
La novela alude a un gran número de acontecimientos históricos. El prólogo se centra en el famoso «The Shot Heard 'Round the World» del mundo del béisbol y el paradero de la pelota con la que realizó Thomson el tiro es un elemento recurrente en la novela. También se utiliza la reacción de Lenny Bruce a la crisis de los misiles cubanos y al programa de armamento nuclear de la Unión Soviética (incluidos los ensayos en Kazajistán).
DeLillo ha dicho que la portada de The New York Times del 4 de octubre de 1951, inspiró Submundo.

## Premios y nominaciones
En 1997, Submundo fue finalista del «National Book Award».
Submundo fue nominada como finalista del «Premio Pulitzer» de 1998.
Además, Submundo obtuvo la «William Dean Howells Medal of the American Academy of Arts and Letters» del año 2000.